# アルベルト・クリームラー
アルベルト・クリームラー（英語:Albert Kriemler 1960年2月7日、ザンクト・ガレン出身）はスイスのファッションデザイナーであり、1980年から同族経営のスイスのラグジュアリーファッションブランド「アクリス」のクリエイティブ ディレクターを務めている。
建築的で洗練されたアプローチで知られ、「モダニスト デザイナー」と称されている。

## 幼少期
アルベルト・クリームラーは、1960年2月7日にザンクト・ガレンで生まれ、両親、アクリスの創業者である祖母と、複数階建ての多世代同居の家で育った。
15歳の頃から、頻繁に両親と生地の見本市を訪れた。1976年にパリを訪れた際、初めてイヴ・サンローランのショーを観た。1970年代、アルベルト・クリームラーの両親であるマックスとウテはアクリスの事業を拡大し、テッド・ラピドスやジバンシィといったファッションブランド向けにプレタポルテを手がけるようになった。ユベール・ド・ジバンシィと家族ぐるみの友人になったことで、高校卒業後、ジバンシィの下で修行するためパリに移り、エコール・ド・ラ・シャンブル・サンディカル・ド・ラ・クチュールで学ぶ予定だった。しかし、父親の重要なビジネスパートナーが急逝したため、計画は変更。1980年、20歳の時、父親の勧めで、アクリスに加入し、クリエイティブ ディレクターに就任した。

## 経歴
1987年に弟のピーター（アクリスの社長）も会社に加わり、アルベルト・クリームラーは共にアクリスの国際的なプレゼンスを築き続けている。
アクリスでは、地元の職人を雇用することでザンクト・ガレンの織物の歴史を引継ぎ、建築的なアプローチでザンクト・ガレンの刺繍をモダンなものにした。
1988年、バーグドルフ・グッドマンのファッションディレクター兼社長であるドーン・メロがアクリスのショールームを訪れ、ニューヨークの5番街にある著名な百貨店のために、アクリスのコレクションを初めて発注した。2000年代には、アルベルト・クリームラーによるデザインがバーグドルフ・グッドマンでのベストセラーとなった。
2004年、アルベルト・クリームラーはパリのランウェイでアクリスのコレクションを発表し、現代アートや建築から得たインスピレーションをコレクションに取り入れた。彼は、トーマス・ルフ（2014年）、カルメン・ヘレラ（2017年）、ロドニー・グラハム（2017年）、アレキサンダー・ジラード（2018年）、ジェタ・ブラテスク（2019年）、イミ・クネーベル（2021年）などのアーティストや、ヘルツォーク＆ド・ムーロン（2007年）、藤本壮介（2016年）などの建築家とコラボレーションを行った。
アルベルト・クリームラーは、バレエ振付家ジョン・ノイマイヤーと共同で、ノイマイヤーが2005年から2006年にウィーン・フィルハーモニー管弦楽団とコラボレーションした公演のために衣装をデザインした。彼らはその後、ほぼ20年間にわたりバレエのプロジェクトで共に仕事をした。
アルベルト・クリームラーは、ノイマイヤーの振付作品「エピローグ」（2024年）、「ベートーヴェン・プロジェクトII」（2021年）、「トゥーランガリラ」（2016年）、「ヨゼフ伝説」（2008年のハンブルク公演、2015年のウィーン公演）の衣装をデザイン。また、ボリショイ・バレエ団（モスクワ）とカナダ国立バレエ団（トロント）との共同制作である同名バレエ「アンナ・カレーニナ」（2017年）に出演するプリマバレリーナ、アンナ・ラウデレの衣装も手掛けた。
2020年、オランダの写真家で映画製作者のアントン・コービンと共同で、アーティストのイミ・クノーベルの作品にインスパイアされたコレクションについての5分間のファッション映画を制作した。
アクリスの100周年を記念し、アルベルト・クリームラーはチューリッヒデザイン美術館で展覧会を共同企画し、監督を務めた。インスピレーションを得たオリジナルのアート作品とアクリスのコレクションを初めて並べて展示した。

### スタイル
アルベルト・クリームラーは、自身の哲学について「まず女性の個性に注目してほしい。何を着ているかはその次のことです。」と語り、服には「個性に対する意識」が必要だとしている。彼にとってこの哲学は、ドイツ語の「selbstverständlich」という言葉で最もよく表現される。この言葉は、自然体で無理のない印象や外見（自明の理）を意味する。
アルベルト・クリームラーは、1995年、初のアクリスキャンペーンで写真家、スティーブン・クラインと当時新進気鋭のモデル、ステラ・テナントとコラボレーションした最初のデザイナーの一人である。その後15年間にわたり、スティーブン・クラインと共に仕事を重ね、2010年春にはダフネ・ギネスを起用した初めてのハンドバッグキャンペーンを手がけた。
彼の顧客には著名な女性たちが名を連ねている。ジェシカ・チャステイン、リリー・コリンズ、ケイト・ブランシェット、ルピタ・ニョンゴ、ケイティ・ホームズ、ミシェル・オバマ、インドラ・ヌーイ、カマラ・ハリスなど。

### イノベーション
アルベルト・クリームラーはフォトプリント技術の先駆者である。2008年、アーティストであり友人のイアン・ハミルトン・フィンレイにインスピレーションを得たコレクションを発表。スコットランドのリトル・スパルタにあるフィンレイの庭の写真をきっかけに、テキスタイルメーカー、ヤコブ・シュレイファーのクリエイティブ・ディレクター、マーティン・ロイトホルトと2年間実験を重ね、スパンコールにフォトプリントを施す新しい方法を開発した。
それ以来、アルベルト・クリームラーはデジタル技術と伝統的な職人技の融合を始めた。
2014年には、トーマス・ルフの「Sterne」（1989年～1992年）にインスピレーションを受け、フォルスター・ローナーと協力してLED刺繍を開発。そのうちの1着のLED装飾が施されたドレスは、ウィーンにあるオーストリア応用美術博物館（MAK）の常設コレクションとなっている。

## 栄誉
アルベルト・クリームラーは、2008年にスイス連邦文化庁からスイス・グラン・プリ・デザイン賞を受賞。「デザインにおけるファッションクリエイションの最も重要な国際アンバサダー 」としての功績が認められ、スイス・デザイン・アワードを受賞した。2010年にはニューヨークで開催されたファッション・グループ・インターナショナル・アワードでファッション・デザイン部門の栄誉に輝いた。
2016年には、ロンドンの『Wallpaper Magazine』から藤本壮介とのコラボレーションにおいて「デザインアワード 2016 ベストアライアンス」を授与された。同年、ニューヨークのFIT 美術館から2016年クチュ―ル・カウンシル・アワードを受賞。このファッションの芸術性に対する賞は卓越したクラフツマンシップと“服をモダンに仕上げる”アプローチへの貢献が評価されたものである。